# Храмовая куфия
Храмовая куфия (Tropidolaemus wagleri) — вид ядовитых змей рода храмовые куфии подсемейства ямкоголовых семейства гадюковых. Видовое название дано в честь немецкого герпетолога Иоганна Георга Ваглера.

## Внешний вид
Для этих змей характерен половой диморфизм. Самки крупнее самцов: длина тела женских особей достигает 92 см, в то время как мужских — до 52 см. Самцы и ювенильные особи зелёные, с красной полоской, проходящей через глаз и и жёлтыми поперечными полосами на теле. Самки чёрные с жёлтыми губами и поперечными полосами вокруг тела. Нижняя сторона тела от бледно-жёлтого до белого.

## Распространение
Обитает на юге Таиланда и Вьетнама, Малаккском полуострове, острове Суматра и прилежащих островах. Сообщения о находках во Вьетнаме подвергаются сомнению, так как образцы змей были получены от местных продавцов.

## Образ жизни
Обитает во влажных низменных лесах, в том числе в мангровых, и на болотах на высоте до 400 м (по другим данным до 1200 м) над уровнем моря. Почти всегда держится близко к воде. Ведёт древесный образ жизни, редко встречаясь на земле. 
Охотится на мелких млекопитающих и птиц. Молодые особи и некрупные самцы могут питаться лягушками и ящерицами.
Живородящий вид. Самки производят на свет 15—41 детёнышей.

## Взаимодействие с человеком
Яд содержит прокоагулянты. Возможно также содержит вещества, обладающие антикоагулянтным, геморрагическим и цитотоксическим эффектом.
В местных культах считается хранителем семейного счастья, суеверные аборигены даже сажают змей на ветки деревьев возле дома. Храмовая куфия многочисленна в Змеином храме (остров Пенанг, у западного побережья Малакки), куда их приносят служители культа (отсюда название).